# Straßkirchen (Salzweg)
Straßkirchen ist ein Gemeindeteil der Gemeinde Salzweg im niederbayerischen Landkreis Passau. 

## Lage
Straßkirchen liegt im Abteiland etwa einen Kilometer nördlich von Salzweg an der Bundesstraße 12.

## Geschichte
In einer Passauer Traditionsnotiz wird um das Jahr 1220 erstmals ein „Henricus de Strazchirchen“ erwähnt. Straßkirchen lag ebenso wie Salzweg an dem bedeutenden Handelsweg nach Böhmen, für den seit dem frühen 16. Jahrhundert die Bezeichnung Goldener Steig überliefert ist.
Die alte Pfarrei wurde 1490 dem Kollegiatstift St. Salvator in Passau inkorporiert. Eine Schule in Straßkirchen wird erstmals 1773 erwähnt. Nach der Säkularisation in Bayern wurde Straßkirchen 1806 eine selbstständige Pfarrei. Am 25. September 1965 konnte das neue Schulhaus eingeweiht werden. Ab dem Schuljahr 1970/71 wurde durch die Rechtsverordnung der Volksschulreform die Oberstufe der Volksschule Straßkirchen aufgelöst. Am 1. Januar 1972 vereinte sich die Gemeinde Straßkirchen im Rahmen der Gebietsreform in Bayern auf freiwilliger Basis mit der Gemeinde Salzweg.
Ebenso wie Salzweg ist Straßkirchen stark durch die Nähe zu Passau geprägt. Es fungiert in diesem Zusammenhang als beliebter Wohnort und Standort für kleine und mittlere Unternehmen.

## Sehenswürdigkeiten
- Die ursprünglich gotische Pfarrkirche St. Ägidius wurde 1706 durch Jakob Pawanger barock umgestaltet. 1905 erhielt sie durch Johann Baptist Schott eine Verlängerung. Ihre Ausstattung ist barock, neubarock und modern.
- Ensemble Ortskern Straßkirchen

## Bildung und Erziehung
In Straßkirchen befinden sich eine fünfklassige Grundschule und der Kindergarten St. Georg. 